# Franco Graziosi
Franco Graziosi, né le 10 juillet 1929 à Macerata et mort le 8 septembre 2021 à Rome, est un acteur italien.

## Biographie
Franco Graziosi débute au début des années 1960 et compte quelque 28 apparitions dans des films et à la télévision en Italie jusqu'en 2013. Il est régulièrement apparu dans des mini-séries de télévision et au théâtre tout au long de sa carrière.
En 1971, il est apparu dans Il était une fois la révolution de Sergio Leone.

## Filmographie
- 1961 : Les Frères Corses (I fratelli corsi) d'Anton Giulio Majano
- 1963 : Le Terroriste (Il terrorista) de Gianfranco De Bosio
- 1970 : Les Hommes contre (Uomini contro) de Francesco Rosi
- 1972 : L'Affaire Mattei (Il caso Mattei) de Francesco Rosi
- 1976 : Portrait de province en rouge (Al piacere di rivederla) de Marco Leto
- 1977 : Antonio Gramsci: I giorni del carcere de Lino Del Fra
- 2011 : Habemus papam de Nanni Moretti
- 2013 : La grande bellezza de Paolo Sorrentino